# Główna Komenda Straży Granicznej (1922–1923)
Główna Komenda Straży Granicznej – organ dowodzenia Straży Granicznej w II Rzeczypospolitej w latach 1922 – 1923.

## Struktura i obsada personalna komendy
Organizacja i obsada personalna według stanu na dzień 1 grudnia 1922
- główny komendant – płk żand. Władysław Jaxa-Rożen
- szef sztabu – kpt. Władysław Włoskowicz
- I Wydział Ogólnoorganizacyjny – kpt. Stefan Szewera
  - referat organizacyjny
  - referat wyszkolenia
- II Wydział Informacyjno-Dyscyplinarny – mjr KS Antoni Gedke
  - referat informacyjny
  - referat dyscyplinarny
  - referat ruchu osobowego i towarowego
- III Wydział Personalny – kpt. Tadeusz Podgórski
- IV Wydział Gospodarczo-Budżetowy – kpt. Stanisław Miłoszek
  - referat budżetowy
  - referat żywnościowo-mundurowy
  - referat kwaterunkowy
  - referat taborowy

W Głównej Komendzie Straży Granicznej zatrudnionych było 29 oficerów, w tym 2 pułkowników, 1 major, 9 kapitanów, 12 poruczników, 4 podporuczników i 1 chorąży.